# Prinzessin Brambilla

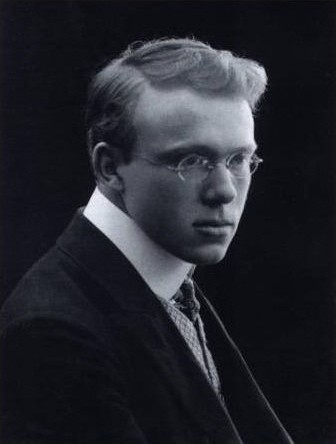
Walter Braunfels 1902.

Prinzessin Brambilla (Prinsessan Brambilla), Op. 12b är en opera i en prolog och fem scener med musik och libretto av Walter Braunfels. Texten bygger på novellen med samma namn av E.T.A. Hoffmann (1820).

## Historia
Braunfels började komponera 1906 och var klar med originalets tvåaktsversion 1908. Han reviderade operan 1929/1930. Den andra versionen består av en prolog och fem scener vilka åtskiljs av orkestermellanspel.

## Premiär
Operans tvåaktsversion hade premiär den 25 mars 1909 på Staatstheater Stuttgart med Max von Schillings som dirigent.

## Personer
| Roller                            | Stämma      | Premiärbesättning 25 mars 1909 (Dirigent: Max von Schillings) |
| --------------------------------- | ----------- | ------------------------------------------------------------- |
| Pantalone                         | baryton     | Hermann Wilhelm Weil                                          |
| Prins Bastaniello di Pistoja      | baryton     | Reinhold Fritz                                                |
| Claudio, en aktör                 | tenor       | Alfred Goltz                                                  |
| Giazinta, en ung sömmerska        | sopran      | Anna Sutter                                                   |
| Barbara, Giazintas gamla vän      | mezzosopran | Johanna Schönberger                                           |
| Gascon, en adelsman, Claudios vän | tenor       |                                                               |
| Brutz, Claudios dryckeskamrat     | bas         |                                                               |
| Buffel, Claudios dryckeskamrat    | tenor       |                                                               |
| Cuniberto, hyresvärden            | bas         |                                                               |
| En ung flicka                     | sopran      |                                                               |

## Inspelningar
2005 släppte skivmärket Marco Polo en live-inspelning, som gjordes i oktober 2004 av Wexford Festival Opera med dirigenten Daniele Belardinelli och Krakows filharmoniska orkester. Huvudrollerna sjöngs av Enrico Marabelli (Pantalone), Peter Paul (Prins Bastaniello), Eric Shaw (Claudio) och Elena Lo Forte (Giazinta).